# رايفو كوتوف
رايفو كوتوف (بالإنجليزية: Ravio Kotov)‏ (من مواليد 11 أكتوبر 1976 في فيلياندي ) وهو مهندس معماري إستوني بارز.
من عام 1995 إلى عام 2000 درس كوتوف في قسم الهندسة المعمارية وتخطيط المدن في الأكاديمية الإستونية للفنون.
يعمل كوتوف في المكتب المعماري كوكو للهندسة المعمارية.
الأعمال البارزة التي قام بها كوتوف هي الجناح الإستوني اكسبو2000 في هانوفر ومبنى الشقق في شارع فاباركي ومبنى فالي ومبنى ميتروبلازا في وسط تالين. كوتوف أيضا عضو في اتحاد المهندسين المعماريين الإستونيين.

## أعماله
- فندق جتروسبا في كوريسار، عام 2004 (مع توب كوبل، أندريس كريزار)
- فيلا في كوريسار، 2005
- مبنى سكني في شارع فابريكي، 2005 (مع تونيس كاميل)
- بيت عائلي يدعي فيلي، 2006 (مع أندريس كريزار)
- فندق ارنسبورج، 2007 (مع مارجيت اولي، ليا ليدرا)
- منطقة الإسكان في كلدالا، 2008 (مع مارجيس ماستي، تونيس كاميل، أولجا باتوهيتا، مارجيت ألي)
- مبنى المكاتب في حي روتيرماني، 2008 (مع أندريس كريزار)
- مبنى مكاتب مترو بلازا، 2008 (مع ليمبت-كاور ستور، أندرس كريزار)

## المسابقات
- EXPO 2000 عام 1999، الجائزة الأولي.
- نصب الحرية، 2002 ، الجائزة الثانية
- فندق ارنسبورج 2005، الجائزة الأولي
- فندق ارنسبورج 2005، الجائزة الأولي
- امتداد جامعة العلوم الحياتية الإستونية، 2008 - مسابقة شراء